# Жассерон, Люсьен
Люсье́н Жассеро́н (фр. Lucien Jasseron; 29 декабря 1913 — 15 ноября 1999) — французский футболист и футбольный тренер, участник чемпионата мира 1938 года.

## Биография

### Клубная карьера
В течение пяти сезонов играл за «РУ Алжир». В 1936 году перешёл в «Гавр», в составе которого отыграл четыре сезона. Из-за Второй мировой войны и последующей оккупации страны немецкой армией завершил карьеру.
В 1944 году возобновил футбольную карьеру и стал игроком парижского «Расинга», в составе которого в 1945 году выиграл Кубок Франции. Затем он играл за «РУ Алжир» и в 1949 году завершил карьеру игрока.

### Карьера в сборной
В составе сборной Франции принимал участие на чемпионате мира 1938 года, но на турнире был запасным и на поле не выходил. Дебютировал за сборную Франции 8 апреля 1945 года в товарищеском матче со сборную Швейцарии — Франция проиграла матч 0:1. Всего за сборную Франции сыграл 2 матча.

### Тренерская карьера
С 1957 по 1962 год работал главным тренером «Гавра», в качестве которого в 1959 году выиграл Кубок Франции и Лигу 2.
С 1962 по 1966 год Жассерон возглавлял «Олимпик Лион», с которым в 1964 году выиграл Кубок Франции в 1964 году. Возглавлял «Олимпик Лион» на протяжении 176 матчей.
Затем он возглавлял «Бастию», с которой работал до февраля 1969 года. С 1980 по 1981 год работал главным тренером «Вильфранш».

### Смерть
Скончался 15 ноября 1999 года в Страсбуре в возрасте 85 лет.

## Достижения

### Как игрока
«Расинг» (Париж)
- Обладатель Кубка Франции (1): 1944/45

### В качестве главного тренера
«Гавр»
- Чемпион Второго дивизиона (1): 1958/59
- Обладатель Кубка Франции (1): 1958/59

«Олимпик Лион»
- Обладатель Кубка Франции (1): 1963/64